# 一酸化塩素
一酸化塩素（いっさんかえんそ、chlorine monoxide）は、化学式 ClO· で表されるラジカル。形式的には次亜塩素酸から水素が脱離した形を持つ遊離基。
常温、常圧で気体であり、非常に不安定。オゾン層破壊物質でもある。
フロンガスに紫外線が当たり、フロンから遊離された塩素ラジカルがオゾンと反応すると、一酸化塩素と酸素が生じる。
{\displaystyle {\rm {Cl^{\cdot }+O_{3}\longrightarrow ClO^{\cdot }+O_{2}}}}
一酸化塩素は周囲のオゾンと反応すると、さらにオゾンが破壊され、塩素ラジカルが発生する。
{\displaystyle {\rm {ClO^{\cdot }+O_{3}\longrightarrow Cl^{\cdot }+2O_{2}}}}
塩素ラジカルは上のサイクルに戻り、連鎖反応を起こしてオゾン層をさらに破壊する。
なお同じハロゲンでも臭素は塩素より強力なオゾン破壊物質であるのに対して、フッ素はオゾン層破壊には関与しない。これは成層圏で遊離水素イオン H+ と結合し、フッ化水素 HF になるためである。
なおフロンやハロンから遊離した塩化物イオン Cl-、臭化物イオン Br- も水素イオンと結合し塩化水素や臭化水素となるが、強力な紫外線で分解され再度塩化物イオン、臭化物イオンとなりオゾン破壊をする。（フッ化水素は結合が強く紫外線ではフッ化物イオン F- を遊離しないためオゾン破壊には関与しない）